# Вести, Фредерик
Фредерик Вести Штамм (род. 13 января 2002, Вайле, Дания) — датский автогонщик, который с 2023 года участвует в Формуле-2 за команду Prema Racing. Он является членом молодёжной программы Mercedes и первым чемпионом в истории Регионального европейского чемпионата Формулы.

## Гоночная карьера

### Картинг
Вести начал заниматься картингом в 2012 году в возрасте десяти лет. Он выиграл множество датских соревнований по картингу, в том числе чемпионат Дании в 2014 году в категории KFJ. Он участвовал в чемпионате мира по картингу 2015 года, где занял 69-е место. Вести продолжал заниматься картингом до 2016 года.

### Младшие формулы

#### 2016 год
Вести начал свою карьеру в датской Формуле Форд, в которой ему удалось финишировать четвёртым в чемпионате.

#### 2017 год
В 2017 году Вести участвовал в чемпионатах Германии и Дании в Формуле-4. Несмотря на то, что пропустил два этапа чемпионата Дании, датский гонщик сумел финишировать вторым в своем дебютном сезоне Формулы-4, завершив все гонки на подиуме и помог своей команде «Вести Моторспорт» выиграть командный чемпионат. В чемпионате Германии Вести занял свой первый подиум, заняв второе место во втором круге на Лаузицринге .  Два раунда спустя он одержал свою первую и единственную победу в сезоне. Вести завоевал ещё один подиум и заняли седьмое место в турнирной таблице. Вести также один раз выступил в чемпионате США Формулы-4 в финальном раунде. 

#### 2018 год
В 2018 году Вести снова участвовал в немецкой Формуле-4 с Van Amersfoort Racing. Начав сезон с двух подиумов в первых двух этапах, одержал свою первую победу во втором этапе на Хоккенхаймринге Вести одержал свою вторую победу на следующий этапе на Нюрбургринге В итоге Вести занял четвёртое место в турнирной таблице, собрав ещё шесть подиумов вместе с двумя победами. Датский гонщик также участвовал на одном этапе на трассе Поль Рикар во время чемпионата итальянской Формулы-4 за команду Van Amersfoort Racing. Вести одержал две победы в трёх гонках и занял десятое место в чемпионате. Вести также участвовал в финальном этапе чемпионата Европы Формулы-3. Он дебютировал в Гран-при Макао, где финишировал 15-м.

### Региональный европейский чемпионат Формулы
В 2019 году команда Prema Powerteam подписала контракт с Вести на участие в первом в истории сезоне Регионального европейского чемпионата Формулы. Вести доминировал в чемпионате, одержав 13 побед, шесть из которых были достигнуты подряд, в общей сложности 20 подиумов. Вести выиграл чемпионат с 467 очками, из которых 131 опередили пилот Ferrari Academy и напарник по команде Энцо Фиттипальди. Они вместе с британским гонщиком Олли Колдуэллом помогли команде Prema Powerteam выиграть командный зачёт. По окончании сезона Вести вновь участвовал в Гран-при Макао, но на этот раз он был вызван на замену травмированному Джехану Дарувале в Prema Powerteam. Вести закончил гонку на десятом месте. В статье на сайте Motorsport.com он занял 13-е место в рейтинге 20-ти лучших гонщиков младших серий 2019 года.

### Формула-3

#### 2020 год
Вести протестировал машину Формулы-3 за команду Prema Racing во время постсезонных тестов 2019 года. В начале января 2020 года было объявлено, что Вести продолжит выступать за Prema Powerteam и перейдёт в Формулу-3 в одну команду с чемпионом Еврокубка Формулы-Рено Оскаром Пиастри и американцем Логаном Сарджентом. Первый уик-энд Вести на трассе Ред Булл Ринг прошел достойно, заняв четвёртое и шестое места. Во время второго этапа на Ред Булл Ринге завоевал свою первую поул-позицию в чемпионате. Он контролировал гонку и отлично выиграл, несмотря на то, что гонка была прервана из-за плохих погодных условий. На следующий день Вести финишировал на восьмом месте. У Вести был неудачный этап на Хунгароринге, он попал в столкновение во время первой гонки после статра с четвёртого места. Во второй гонке он дошёл до 19-го места, после чего чем повредил подвеску во время столкновения с Джеком Дуэном, из-за чего Вести сошёл с дистанции.
На первом этапе в Сильверстоуне Вести провёл стабильный этап, завоевав два пятых места. Он занял четвёртое место в квалификации на втором этапе в Сильверстоуне, а закончил гонки четвертым и восьмым. Вести провёл ещё один неудачный уик-энд в Барселоне, неудачно пройдя квалификацию на 15-м месте. Он едва продвинулся вперед в первой гонке, прежде чем сошёл с дистанции из-за механических проблем на 9-м круге. Он смог подняться только до 21-го места во второй гонке.
В Спа-Франкоршам Вести финишировал шестым в первой гонке. Однако стартовав пятым во второй гонке, Вести проравлся на второе место, заняв свой первый подиум со второго этапа.. Вести квалифицировался шестым в Монце, но результат был понижен до девятого за то, что Вести помешал Джейку Хьюзу в квалификации. Он блестяще выступил в первой гонке, обогнав Тео Пуршера за два круга до конца гонки и одержав свою вторую победу в общем зачете, после чего  стать чемпионами команд. Во второй гонке Вести выступил неудачно, несмотря на то, что он поднялся на третье место к 9-му кругу. Его усилия были потрачены впустую, когда он столкнулся с напарником по команде Сарджентом, повредив переднее крыло Вести и выбив обоих из гонки. В Муджелло во время первой гонки он оставался третьим в течение первых 15 кругов, но обогнал Лирима Зендели и Хьюза в течение следующих трёх кругов. Он боролся с Хьюзом на последних кругах, но сумел защититься и обеспечить свою третью победу в сезоне. Во второй гонке Вести занял девятое место. Его сильный конец сезона означал, что Вести поднялся на четвёртое место в турнирной таблице с 146,5 очками, отставая от чемпиона Формулы-3 сезона 2020 года Пиастри на 17,5 очков.

#### 2021 год
Вести продлил контракт с командой ART Grand Prix, чтобы участвовать в гонках Формулы-3 вместе с россиянином Александром Смоляром и американцем Хуаном-Мануэлем Корреа. Пройдя квалификацию пятым в Барселоне, он начал сезон с седьмого места в певрой гонке. Вести завоевал свой первый подиум в сезоне, заняв третье место, отыграв два места на предпоследнем круге после столкновения Денниса Хаугера и Маттео Наннини. В третьей гонке Вести неудачно начал гонку, но отыграл позиции и финишировал седьмым. В Поль Рикаре Вести завоевал свой второй поул в общем зачёте. У него были неудачные первая и вторая гонки, взяв только одно очко в последней гонке. Вести обогнал Хаугера в начале третьей гонки, а позже боролся на мокрой дороге, потеряв позиции и финишировав шестым. На Ред Булл Ринге Вести квалифицировался вторым. В первой гонке Вести остановился на старте, но сумел подняться на 13-е место, а позже поднялся на седьмое место из-за многочисленных штрафов. Вести финишировал вторым во второй гонке, отыграв позицию на предпоследнем круге, когда Виктор Мартен сбавил скорость. Однако в третьей гонке он обогнал обладателя поул-позиции Хаугера и завоевал свою единственную победу в году.
На Хунгароринге он квалифицировался седьмым, но был оштрафован на три места в первой гонке из-за излишне медленного вождения. Первая гонка стала неудачной, так как из-за утечки гидравлики он сошёл с дистанции на 16-м круге. Не набрав очков во второй гонке, он вернулся на высокие позиции, заняв седьмое место в следующей гонке. Он провел стабильный этап в Спа, заняв четвёртое и два шестых места. В Зандворте он плохо квалифицировался, заняв 13-е место, но поднялся на девятое место в первой гонке. Во второй гонке, в которой он математически выбыл из борьбы за титул, Вести вернулся на подиум на третьем месте. В финальной гонке поднялся до восьмого места. Вести квалифицировался четвёртым в Сочи и занял восьмое место в первой гонке. Вести финишировал вторым в заключительной гонке сезона, обогнав позже Клемана Новалака. Таким образом, он обогнал Виктора Мартена, чтобы повторить свой прошлогодний финиш на четвёртом месте в чемпионате, завоевав по одному поулу и по одной победе, а также ещё четыре подиума.

### Формула-2

#### 2022 год
Вести впервые познакомился с машиной Формулы-2, когда он участвовал в постсезонных тестах в 2021 году с ART Grand Prix вместе с бывшим соперником за титул Формулы-3 Тео Пуршером. 21 января 2022 года ART Grand Prix объявил, что Вести присоединился к команде на сезон 2022 года вместе с Пуршером. Перед началом сезона Вести заявил, что «надеется превратить очки в подиумы» после своего стабильного сезона в Ф3. Вести неудачно начал сезон, не набрав очков в первых двух турах, что усугубилось плохой квалификацией. Во время третьего круга в Имоле, во время воскресной гонки, Вести стартовал на мягких шинах, что позволило ему заехать на пит-лейн во время раннего прихода автомобиля безопасности. Поскольку многие соперники выбрали альтернативную стратегию, Вести смог набрать свои первые очки в году, заняв шестое место, после чего заявил, что ему нужно «поработать над проблемами в квалификациях». В Барселоне он преодолел свои неудачи в квалификации и занял третье место. Он финишировал седьмым в спринтерской гонке и в конечном итоге сохранил свою позицию в основной гонке, таким образом завоевав свой первый подиум в этой категории.
У Вести уик-энд в Монако прошёл без очков, так как ещё одна неудачная квалификация была вызвана красным флажком, вызванным соперником. В Баку Вести квалифицировался восьмым. В конце гонки он воспользовался ошибкой Джехана Дарувалы во время заезда машины безопасности, чтобы выйти вперед на последних кругах и одержать свою первую победу. Вести остановился в начале основной гонки, но из-за того, что многие соперники были вовлечены в инциденты, он занял седьмое место. Он квалифицировался вторым в первом ряду в Сильверстоуне, и финишировал шестым после напряженной борьбы с Фелипе Друговичем. В основной гонке он плохо стартовал и на первом круге потерял четыре позиции. Тем не менее, он восстановился до пятого места, несмотря на то, что проиграл четвёртое Друговичу на последнем круге. Вести завоевал свой первый поул в сезоне на Ред Булл Ринге, победив в своих предыдущих квалификационных сессиях. Он финишировал 12-м в спринтерской гонке, штраф за ограничение трассы лишил его очков. Вести установил мокрые шины на подсыхающей трассе, и стратегия не сработала, в результате чего к концу гонки он опустился на 14-е место.
Он квалифицировался третьим в Поль Рикаре. В спринтерской гонке финишировал пятым после того, как после гонки были применены многочисленные штрафы. В основной гонке он уступил позицию Джеку Дуэну на старте, но вернул себе третье место после того, как австралиец развернулся во время борьбы с товарищем по команде Пуршером, добавив ещё один подиум. На Хунгароринге Вести завершил спринтерскую гонку пятым и провёл хорошую гонку по обгону по альтернативной стратегии в более поздней части гонки, хотя ранний промах стоил ему подиума. Перед летним перерывом Вести занял шестое место в турнирной таблице с 91 очком.
Однако его вторая половина сезона будет неудачной, так как он не смог набрать очки в этапах на Спа-Франкоршам и Зандворте, из-за неудачной квалификации. В Монце Вести стартовал с реверсивного поула в спринтерской гонке, заняв в квалификации десятое место. Однако во время заезда машины безопасности на 4-м круге его обыграл Юри Випс, и он был вынужден довольствоваться вторым местом. В основной гонке благодаря своевременному пит-стопу «Вести» заняли четвертое место после рестарта машины безопасности на 11-м круге. Он выигрывал позиции, когда Маркусу Армстронгу приходилось отбывать пенальти, а Вести также обошли Аюму Ивасу, что принесло ему еще одно второе место, поскольку у него не хватило времени, чтобы догнать победителя Джехана Дарувалу. Он не смог набрать очки во время финала на трассе Яс Марина. Вести занял девятое место в чемпионате с 117 очками, помогая «АРТ» занять третье место в командном зачёте, одержав одну победу, один поул и пять подиумов.

#### 2023 год
После финала сезона в Яс-Марине будет объявлено, что Вести перейдёт в Prema на сезон 2023 года вместе с членом академии Феррари Оливером Берманом. Вести квалифицировался пятым на первом этапе в Бахрейне, но был оштрафован на три места в спринте из-за того, что помешал Артуру Леклеру. Ставка на пит-лейн в спринтерской гонке не удалась, и она заняла 17-е место. Специальная гонка была бы более разочаровывающей для Вести, так как он сошёл с дистанции после столкновения с Ричардом Вершором, а первый получил штраф в пять мест на стартовой решетке на следующую гонку. Стремясь восстановиться в Джидде, Вести квалифицировался седьмым и финишировал на одну позицию выше в спринте. В специальной гонке Вести воспользовался выбыванием лидеров и в конечном итоге одержал свою первую победу в специальной гонке.
Вести разочаровался в квалификации в Мельбурне, заняв 13-е место, но отыгрался в спринтерской гонке за восьмое место. Он стартовал на более медленных шинах в специальной гонке, и это окупилось во время поздней машины безопасности, в результате которой датчанин занял четвёртое место. Вести провёл еще один успешный уик-энд в Баку, заняв в квалификации четвёртое место. В спринтерской гонке он не попал в аварию и даже лидировал после поздней машины безопасности, но допустил ошибку в повороте, опустившись на второе место, а его товарищ по команде Берман выиграл. В основной гонке из-за раннего пит-стопа он упал, но вернулся на пятое место, а дальнейшая дисквалификация Виктора Мартинса вернула Вести на четвёртое место и второе в турнирной таблице.
На улицах Монако Вести взял свою первую поул-позицию в году. Вести завершил спринтерскую гонку без очков, но одержал яркую победу в основной гонке и стал лидером чемпионата с отрывом в пять очков. Вести квалифицировался на восьмом месте на этапе в Барселоне и с третьего места обогнал Джека Кроуфорда и Амори Кордила, возглавив спринтерскую гонку и в конечном итоге одержав оттуда победы подряд. Во время специальной гонки Вести использовал альтернативную стратегию и совершил обгон, но не успел догнать Аюму Иваса в борьбе за четвёртое место. Он увеличил отрыв в турнирной таблице до одиннадцати очков.
На Ред Булл Ринге Вести квалифицировался вторым. Вести едва не упустил очки, заняв девятое место в субботу, но в основной гонке опередил Мартинса, занявшего второе место. Он сохранил чистое лидерство в гонке на командном расстоянии, но поздняя машина безопасности подорвала его надежды, поскольку Вершор и Иваса, придерживаясь альтернативной стратегии, предпочитали более свежие шины. Они оба обыграли Вести, а ему осталось финишировать третьим. Увеличив отрыв до 20 очков, он квалифицировался десятым в Сильверстоуне, а к своей четвёртой победе в году в спринтерской гонке отошёл на 13 секунд. В основной гонке ему не повезло, он заехал на пит-лейн перед машиной безопасности. Затем его сбил сзади Рой Ниссани во время перезаезда машины безопасности, в результате чего датчанин врезался в Романа Станека впереди, повредив его подвеску и вынудив его сойти с дистанции. Пуршер сократил отставание от него на шесть очков, заняв третье место.

### Формула-1
19 января 2021 года Вести был объявлен пилотом молодёжной программы Mercedes Junior Team.
Вести выступал за Mercedes во время тестов молодых водителей в Абу-Даби в 2022 году на трассе Яс-Марина. В целом Вести преодолел 124 круга по трассе, что достаточно для 22-го места.
Вести принял участие в своей первой свободной тренировке на Гран-при Мехико 2023 года.

## Результаты выступлений

### Формула-1
| Легенда к таблице |                                                                    |
| --- | ------------------------------------------------------------------ |
| В таблице перечислены результаты всех Гран-при Формулы-1, в которых принимал участие гонщик. Строками таблицы являются сезоны, столбцами — этапы чемпионата мира. В каждой клетке указаны сокращённое название этапа и результат, дополнительно обозначенный цветом. Расшифровка обозначений и цветов представлена в нижеследующей таблице. |                                                                    |
| \| Пример \| Описание \| \| ------------ \| ------------------------------------------------------------------ \| \| 1 \| Победитель \| \| 2 \| Второе место \| \| 3 \| Третье место \| \| 5 \| Финишировал, заработав очки \| \| Сход \| Не финишировал, но при этом заработал очки \| \| 12 \| Финишировал, не получив очков \| \| НКЛ \| Финишировал, но не попал в финальную классификацию \| \| 15 \| Участвовал вне зачёта, либо по отдельной классификации \| \| 18 \| Не финишировал, но попал в финальную классификацию \| \| Сход \| Не финишировал \| \| НКВ \| Не прошёл квалификацию \| \| НПКВ \| Не прошёл предквалификацию \| \| ДСК \| Дисквалифицирован \| \| ИСК \| Исключён из протокола соревнований \| \| ТТ \| Заявлен для участия только в тренировках \| \| НС \| Участвовал в квалификации, но не стартовал в гонке \| \| Т \| Травмирован или болен \| \| ОТК \| Отказ от участия \| \| НТР \| Прибыл на соревнования, но на трассу не выезжал \| \| НПР \| Был заявлен в числе участников, но не прибыл к началу соревнований \| \| О \| Соревнования отменены \| \| \| Не участвовал \| \| Поул-позиция \| \| \| Быстрый круг \| \| |                                                                    |
| Пример | Описание                                                           |
| 1 | Победитель                                                         |
| 2 | Второе место                                                       |
| 3 | Третье место                                                       |
| 5 | Финишировал, заработав очки                                        |
| Сход | Не финишировал, но при этом заработал очки                         |
| 12 | Финишировал, не получив очков                                      |
| НКЛ | Финишировал, но не попал в финальную классификацию                 |
| 15 | Участвовал вне зачёта, либо по отдельной классификации             |
| 18 | Не финишировал, но попал в финальную классификацию                 |
| Сход | Не финишировал                                                     |
| НКВ | Не прошёл квалификацию                                             |
| НПКВ | Не прошёл предквалификацию                                         |
| ДСК | Дисквалифицирован                                                  |
| ИСК | Исключён из протокола соревнований                                 |
| ТТ | Заявлен для участия только в тренировках                           |
| НС | Участвовал в квалификации, но не стартовал в гонке                 |
| Т | Травмирован или болен                                              |
| ОТК | Отказ от участия                                                   |
| НТР | Прибыл на соревнования, но на трассу не выезжал                    |
| НПР | Был заявлен в числе участников, но не прибыл к началу соревнований |
| О | Соревнования отменены                                              |
| | Не участвовал                                                      |
| Поул-позиция |                                                                    |
| Быстрый круг |                                                                    |

| Сезон | Команда                       | Шасси                             | Двигатель                                  | Ш | 1   | 2   | 3   | 4        | 5   | 6   | 7   | 8   | 9   | 10  | 11  | 12  | 13  | 14  | 15  | 16  | 17  | 18  | 19       | 20  | 21  | 22       | 23  | 24  | Место | Очки |
| ----- | ----------------------------- | --------------------------------- | ------------------------------------------ | - | --- | --- | --- | -------- | --- | --- | --- | --- | --- | --- | --- | --- | --- | --- | --- | --- | --- | --- | -------- | --- | --- | -------- | --- | --- | ----- | ---- |
| 2023  | Mercedes-AMG Petronas F1 Team | Mercedes-AMG F1 W14 E Performance | Mercedes-AMG F1 M14 E Performance 1,6 V6 t | P | БАХ | САУ | АВС | АЗЕ      | МАЙ | МОН | ИСП | КАН | АВТ | ВЕЛ | БЕЛ | ВЕН | НИД | ИТА | СИН | ЯПО | КАТ | СОЕ | МЕХ тест | САП | ЛАС | АБУ тест |     |     | —     | —    |
| 2025  | Mercedes-AMG Petronas F1 Team | Mercedes-AMG F1 W16 E Performance | Mercedes-AMG F1 M16 E Performance 1,6 V6 t | P | АВС | КИТ | ЯПО | БАХ тест | САУ | МАЙ | ЭМИ | МОН | ИСП | КАН | АВТ | ВЕЛ | БЕЛ | ВЕН | НИД | ИТА | АЗЕ | СИН | США      | МЕХ | САП | ЛАС      | КАТ | АБУ | —     | —    |